# Тополевий (Ростовська область)
Тополевий — селище у складі Божковського сільського поселення Красносулинського районіу Ростовської області.
Тополеве є шахтарським селищем Східного Донбасу.
Населення - 1522 осіб (2010 рік).

## Історія
За радянської доби тут існувало селище шахти Дальня.

## Географія
Селище положене над долиною річки Лиха на південь від Божковки. На південь від селища до станції Божковка (Божковська) проходить залізниця від вугільної шахти Дальня селища Тополевий.

### Вулиці
- вул. Гірницька,
- вул. Залізнична,
- вул. Зелена,
- вул. Миру,
- вул. Польова,
- вул. Радянська,
- вул. Степова,
- вул. Шкільна,
- пров. Пушкіна.